# 臺中市立豐原國民中學
臺中市立豐原國民中學，簡稱豐原國中，是一所位於臺灣臺中市豐原區的市立國民中學，也是該區歷史最悠久的國中。

## 校史
1938年，日本政府於台中州豐原郡成立「豐原家政女學校」，為該校之前身。1944年，為因應太平洋戰爭補給，將該校易名「豐原農業實踐女學校」。然而不久後，校舍即被盟軍炸毀而移地上課。隔年8月，日本無條件投降。截至光復前，豐原家政女學校時期畢業四屆（201人）、豐原農業實踐女學校畢業二屆（107人），共計畢業生308人。
1946年4月19日，豐原農業實踐女學校奉令改制為「台中縣立豐原初級中學」，並開始招收男性，而4月19日夜成為該校校慶日。1968年實施九年義務教育，更名為「台中縣立豐原國民中學」。2010年，台中縣與台中市合併升格，校名改為「台中市立豐原國民中學」

### 大事記
- 1946年4月19日：改制為台中縣立豐原初級中學，並定為該校校慶日。
- 1956年8月：奉准成立高中部，改制為台中縣立豐原中學
- 1956年11月：設立神岡分校，隔年11月改制為台中縣立神岡初級中學
- 1968年8月：該校高中部與台灣省立第一高級中學翁子分部合併為省立豐原高級中學。國中部則改為台中縣立豐原國民中學
- 2010年，台中縣與台中市合併升格，校名改為「台中市立豐原國民中學」

## 歷任校長

### 日治時期
1. 前田妙馬（1938年4月－1945年11月）

### 戰後時期
1. 林上（1945年11月－1948年2月）
2. 王菊（1948年2月－1949年1月）
3. 黃振漢（1949年2月－1951年3月）
4. 劉幼亭（1951年3月－1951年7月）
5. 馮大綸（1951年7月－1953年3月）
6. 王雲霖（1953年3月－1971年1月）
7. 任世公（1971年3月－1975年7月）張立傑（1975年7月15日－1975年7月31日）：代理
8. 王大為（1975年8月20日－1980年8月16日）：調任豐南國中
9. 佟廣武（1980年8月16日－1990年3月1日）：原豐南國中校長，兼任台中縣立體育場首任廠長。卸任後回任豐南國中校長。
10. 謝瀋鴻（1990年3月1日－1995年3月11日）
11. 張安然（1995年3月11日－1999年1月31日）
12. 呂允成（1999年2月20日－2005年7月31日）
13. 江世大（2005年8月1日－2013年7月31日）
14. 曾育宗（2013年8月1日－2020年7月31日）
15. 羅永昇（2020年8月1日－現任）

## 校內刊物
1983年5月15日，佟廣武先生於校長任內創辦「溪橋」

## 校友
- 吳政學：著名連鎖餐飲店85度C創始人。
- 管碧玲：現任海洋委員會主委，曾任立法委員

## 外部連結
- 台中市立豐原國民中學  （页面存档备份，存于）